# Charles Barrett Lockwood
Barrett Charles Lockwood (23 settembre 1856 – 8 novembre 1914) è stato un chirurgo e anatomista britannico.
Lavorò presso il St Bartholomew's Hospital di Londra e fu membro del Royal College of Surgeons.
Lockwood è ricordato per il suo lavoro di chirurgo con le ernie inguinali e femorali. Sviluppò un approccio infra-inguinale per le operazioni di ernia femorale, che oggi è noto come l'approccio dal basso o il sistema Lockwood.
Nel 1893 pubblicò un importante libro intitolato Radical Cure of Femoral and Inguinal Hernia.